# Massimo Pessina
 (juin 2024).
Massimo Pessina, né le 25 décembre 2007 à Alzano Lombardo, est un footballeur italien qui joue au poste de gardien de but au Bologna FC.

## Biographie

### Carrière en club
Né à Alzano Lombardo en Italie, Massimo Pessina est formé par le Bologna FC, où il s'illustre en équipes de jeunes à partir de 2021. Lors de la saison 2023-2024, il commence à jouer en Campionato Primavera,.

### Carrière en sélection
Massimo Pessina est convoqué avec l'équipe d'Italie des moins de 17 ans pour participer au Championnat d'Europe des moins de 17 ans qui a lieu en mai et juin 2024. L'Italie atteint la finale de la compétition après sa victoire face au Danemark (1-0),.